# Les Ballets Nègres
Les Ballets Nègres, auch Ballet Negres (deutsch: Negerballett), war Europas erste schwarze Ballettkompanie und existierte von 1946 bis 1952 oder 1953.

## Ensemble
Das Ballettensemble Les Ballets Nègres wurde von dem in London lebenden jamaikanischen Tänzer und Choreografen Berto Pasuka (1911–1963) 1946 in London gegründet. Es bestand aus im Vereinigten Königreich geborenen schwarzen Tänzern sowie schwarzen Tänzern aus anderen Ländern, einem Kanadier, drei Nigerianern, einem Trinidadier, einem Deutschen, einem Guyanesen, zwei Jamaikanern und einem Ghanaer. Die fünf Trommler waren ebenfalls aus Nigeria und Mitglieder der Band West African Rhythm Brothers, die von Ambrose Campbell gegründet wurde und das Ensemble auf der Tournee durchs Vereinigte Königreich begleitete.
Der erste Auftritt fand am 30. April 1946 im Twentieth Century Theatre in der Straße Westbourne Grove in London statt. Acht Wochen lang gastierte das Ensemble dort, bevor es durchs Vereinigte Königreich und Europa tourte. Am 8. Juni 1949 erfolgte eine Übertragung im Fernsehen durch die BBC, eine weitere am 3. Januar 1950.
Nach Tourneen durch Frankreich, den Niederlanden, Skandinavien und der Schweiz folgte 1951 eine Tournee durch Westdeutschland, beginnend im Düsseldorfer Apollo-Theater. Im Mai 1951 gastierte das Ensemble auch im Hamburger Staatstheater.
Ebenfalls 1951 schuf der Hamburger Grafiker und Maler Holger Börnsen einen Linolschnitt mit dem Titel Negerballett. Es ist sehr gut möglich, dass er von dem Gastspiel in Hamburg inspiriert war. Auch der Hamburger Zeichner und Grafiker Horst Janssen schuf eine Federzeichnung, die den Titel Negerballett trägt und 1952 im Amerika-Haus in Hamburg in einer Gemeinschaftsausstellung von Mahlau-Schülern ausgestellt wurde.
1952 oder 1953 löste sich das Ensemble im Vereinigten Königreich auf. Die Titel der im Laufe der Zeit aufgeführten Ballettstücke des Ensembles lauteten They Came, De Prophet, Market Day, Aggrey, Blood, The Bride Cry, Cabaret 1920 und Nine Nights.
1986 erschien der 83-minütige englische Dokumentarfilm Ballett Black von Stephen Dwoskin über Les Ballets Nègres mit Originalmitgliedern von Les Ballets Nègres, wie zum Beispiel den Komponisten Leonard Salzedo (1921–2000), der die Musik zu vier Ballettstücken des Ensembles schrieb (They Came, De Prophet, Market Day und Aggrey), oder der Tänzer und spätere Wrestler John Lagey aka Johnny Kwango (1920–1994), sowie mit neuen Tänzern, wie zum Beispiel Jacqueline Boatswain.
Am 8. August 1999 erfolgte eine Hommage an Les Ballets Nègres; im Ballsaal der Royal Festival Hall in London wurde das Stück Market Day aufgeführt.